# 241 (szám)
A 241 (kétszáznegyvenegy) a 240 és 242 között található természetes szám.

## A matematikában
- Prímszám
- Ikerprím
- Proth-prím, azaz k · 2ⁿ + 1 alakú prímszám.